# خوخ ثلاثي الفلقات
خوخ ثلاثي الفلقات (الاسم العلمي:Prunus triloba) هو نوع من النباتات يتبع جنس الخوخ من الفصيلة الوردية.